# Бисе ла Кот
Бисе ла Кот (фр. Bissey-la-Côte) насеље је и општина у источном делу централне Француске у региону Бургоња, у департману Златна обала која припада префектури Монбар.
По подацима из 2011. године у општини је живело 99 становника, а густина насељености је износила 4,97 становника/km². Општина се простире на површини од 19,93 km². Налази се на средњој надморској висини од 271 метар (максималној 344 m, а минималној 229 m).

## Демографија
| 1962. | 1968. | 1975. | 1982. | 1990. | 1999. | 2011. |
| ----- | ----- | ----- | ----- | ----- | ----- | ----- |
| 104   | 129   | 134   | 133   | 121   | 120   | 99    |

График промене броја становника у току последњих година